# یولاسیدس
یولاسیدس (یونانی باستان: Ευαλκίδης) یک ورزشکار و فرمانده نظامی یونانی اهل ارتریا بود که در جریان شورش ایونیان کشته شد. او سابقه شرکت در المپیک را نیز داشته‌است.